# Mio mini pony - Fuga da Catrina
Mio mini pony - Fuga da Catrina (Escape from Catrina) è un film d'animazione del 1985 diretto da Gerry Chiniquy, Jeff Hale, Terry Lennon, Norm McCabe, Tom Ray e John Gibbs e basato sulla linea di giocattoli della Hasbro My Little Pony e sulla relativa serie televisiva animata Vola mio mini pony.
In Italia l'episodio è stato trasmesso diviso in due parti come ultimo della seconda serie. Ne fu tagliata una parte comprendente una canzone.

## Trama
I Mini Pony stanno preparando una festa di bentornato per la loro amica umana Megan. Nel frattempo, delle piccole e pacifiche creature di pelo chiamate "Batuffoli" (Bushwoolies) sono state ridotte in schiavitù da una strega dall'aspetto felino chiamata Catrina e tenute sotto custodia da una lucertola mutaforma sua serva, di nome Rep. Quando i Batuffoli riescono a fuggire, Catrina rapisce la piccola Baby Moondancer e l'Arcobaleno di Luce Per costringere i Mini Pony a diventare i suoi nuovi schiavi.